# De La Chapelle

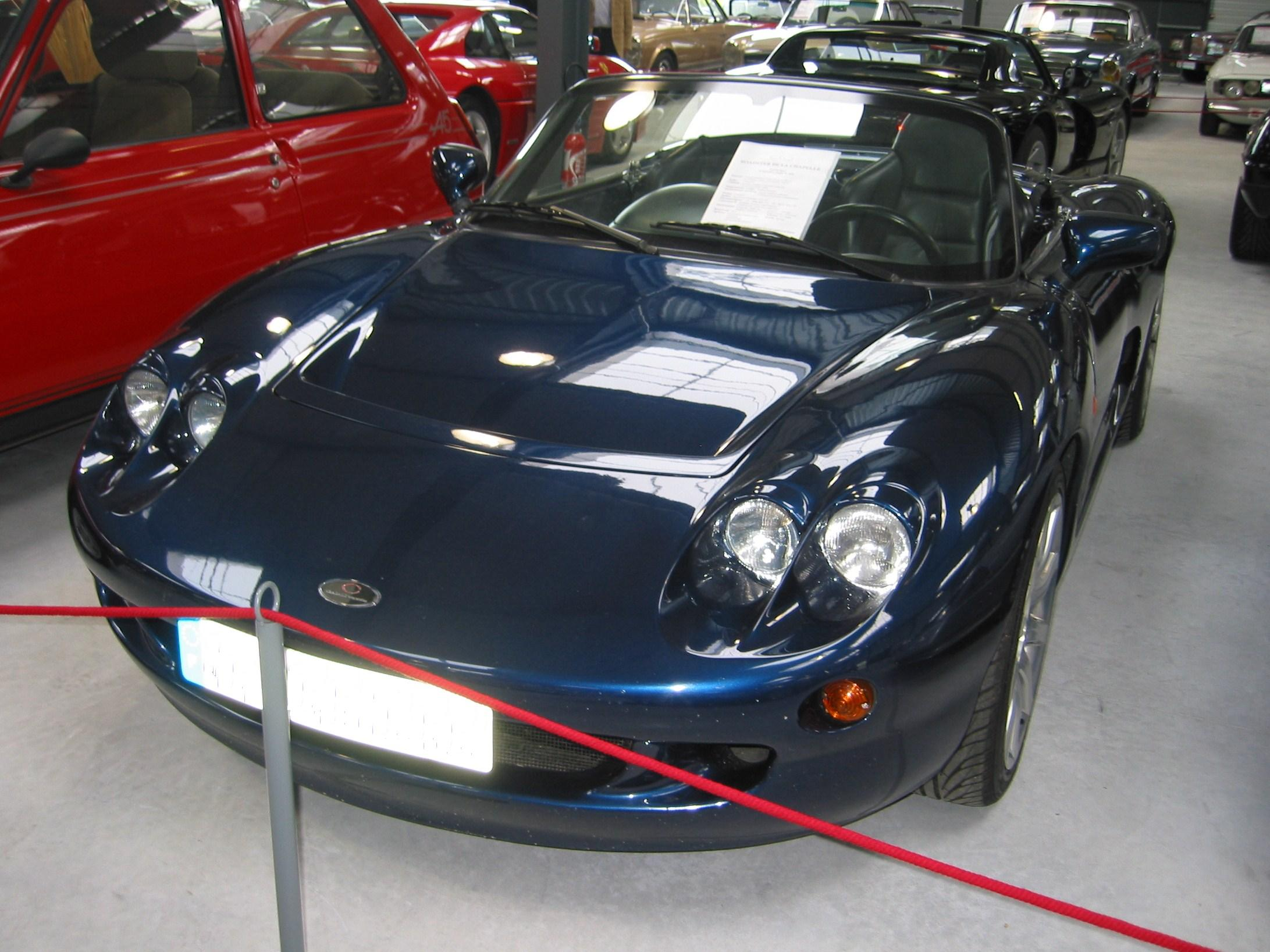
De La Chapelle Roadster

De La Chapelle – francuski producent samochodów. Przedsiębiorstwo produkuje repliki dawnych samochodów Bugatti, samodzielnie opracowane samochody typu roadster i minivany oraz zmniejszone repliki samochodów dla dzieci.
Przedsiębiorstwo De La Chapelle założone zostało w 1975 roku przez Xaviera De La Chapelle, a jego siedziba mieści się w Saint-Chamond, w regionie Rodan-Alpy. 

## Modele
- De La Chapelle Roadster
- De La Chapelle Parcours